# أندرو ويسنيوسكي
أندرو ويسنيوسكي (بالإنجليزية: Andrew Wisniewski)‏ مواليد 1 سبتمبر 1981 في جزيرة ستاتن، هو لاعب كرة سلة أمريكي معتزل. بدأ مسيرته الاحترافية في سنة 2004. يبلغ طوله 6 قدم 3 بوصة (1.9 م). اعتزل اللعب في 2012.

## المسيرة الاحترافية
لعب مع ريد ستار في موسم 2004–2005، ثم لعب مع تليكوم باسكتس بون في الدوري الألماني في موسم 2005–2006، ثم لعب مع أماتوري أوديني في سنة 2006، ثم لعب مع سيبونا في موسم 2006–2007، ثم لعب مع مكابي تل أبيب لكرة السلة في موسم 2009–2010، ثم لعب مع أنادولو إفيس في موسم 2010–2011، ثم لعب مع سبيرو شارلوروا في سنة 2012.

## روابط خارجية
- أندرو ويسنيوسكي على موقع كرة السلة الأوروبية.كوم (الإنجليزية)
- أندرو ويسنيوسكي على موقع DraftExpress.com (الإنجليزية)
- أندرو ويسنيوسكي على موقع كلية كرة السلة في سبورتس رفرنس.كوم (الإنجليزية)
- أندرو ويسنيوسكي على موقع ريلجم (الإنجليزية)
- أندرو ويسنيوسكي على موقع بروبوليرز (الإنجليزية)
- أندرو ويسنيوسكي على موقع سبورتس رفرنس (الإنجليزية)